# Sangerhausen
Sangerhausen est une ville du Land de Saxe-Anhalt (Allemagne), chef-lieu de l'arrondissement de Mansfeld-Harz-du-Sud. 
Elle est située au sud-est de la Harz, à environ 35 kilomètres à l'est de Nordhausen et à 50 kilomètres à l'ouest de Halle (Saale).
À Sangerhausen, se trouve la plus grande roseraie du monde, l'Europa-Rosarium, créée en 1903.

## Histoire
| Appartenances historiques Margraviat de Misnie 1249–1291 Marche de Brandebourg 1291–1372 Électorat de Saxe 1372-1485 Duché de Saxe 1485-1547 Électorat de Saxe 1547-1806 Royaume de Saxe 1806–1815 Royaume de Prusse (Province de Saxe) 1815–1871 Empire allemand 1871–1918 République de Weimar 1918–1933 Reich allemand 1933–1945 Allemagne occupée 1945–1949 République démocratique allemande 1949–1990 Allemagne 1990–présent |

## Jumelages
La commune de Sangerhausen est jumelée avec :
- Baunatal (Allemagne)
- Trnava (Slovaquie)
- Zabrze (Pologne)
- Nordhausen (Allemagne)

## Personnalités
- Judith de Kulmsee, moniale née à Sangerhausen vers 1200
- Johann Gottfried Bernhardt Bach, fils de Jean-Sébastien Bach, y a été organiste de la Jacobikirche en 1737
- Manfred Möck, acteur allemand